# Mill Creek (Washington)
Mill Creek je grad u američkoj saveznoj državi Washington. Prema popisu stanovništva iz 2010. u njemu je živjelo 18.244 stanovnika.